# Sébastien Piché
Sébastien Piché (* 4. Februar 1988 in La Sarre, Quebec) ist ein kanadischer Eishockeyspieler, der seit Juni 2021 beim HK Olimpija Ljubljana in der ICE Hockey League unter Vertrag steht.

## Karriere
Nach fünf Spielzeiten in der Ligue de hockey junior majeur du Québec war Piché bei mehreren Vereinen in der ECHL und AHL tätig.
2013 wechselte er nach Europa zum HC Bozen, die seit dieser Saison in der EBEL spielen. Piché erzielte in der Saison 2013/14 43 Punkte in 50 Spielen und gewann mit dem Verein die Meisterschaft. 2014 wechselte er innerhalb der Österreichischen Bundesliga zum EHC Liwest Black Wings Linz.
Nach vier Jahren in Linz wechselte Piché in die tschechische Extraliga und unterschrieb einen Vertrag beim Mountfield HK. Im Dezember 2018 wurde er vom Mountfield HK an den HC Litvínov ausgeliehen. Im August 2019 erhielt er zunächst einen probevertrag beim HC Dynamo Pardubice, der Anfang September verlängert wurde. Er war dort als Offensivverteidiger vorgesehen, konnte diese Rolle jedoch nicht ausfüllen und wurde Mitte November 2019 entlassen. Daraufhin wechselte er zunächst in die zweite tschechische Liga zu den Piráti Chomutov und im Januar 2020 zu den Bratislava Capitals aus der zweitklassigen slowakischen 1. Liga.

## Erfolge und Auszeichnungen
- 2009 LHJMQ Second All-Star Team
- 2012 Kelly-Cup-Gewinn mit den Florida Everblades
- 2014 EBEL-Meister mit dem HC Bozen

## Karrierestatistik
(Legende zur Spielerstatistik: Sp oder GP = absolvierte Spiele; T oder G = erzielte Tore; V oder A = erzielte Assists; Pkt oder Pts = erzielte Scorerpunkte; SM oder PIM = erhaltene Strafminuten; +/− = Plus/Minus-Bilanz; PP = erzielte Überzahltore; SH = erzielte Unterzahltore; GW = erzielte Siegtore; 1 Play-downs/Relegation; Kursiv: Statistik nicht vollständig)